# Батранский
Батранский — посёлок в Череповецком районе Вологодской области.
Входит в состав Югского сельского поселения (с 1 января 2006 года по 8 апреля 2009 года входил в Сурковское сельское поселение), с точки зрения административно-территориального деления — в Батранский сельсовет.
Расстояние до районного центра Череповца по автодороге — 40 км.

## История
В 1966 г. указом президиума ВС РСФСР поселок Батранского льнозавода переименован в Батранский.

## Население
| 2010 |
| ---- |
| 105  |